# Gabriel Marcelli Carballido
Gabriel Marcelli Carballido   (O Rosal, 4 de febrer de 2000) és un pilot de trial gallec que competeix al Campionat del Món des del 2020. Al llarg de la seva carrera ha guanyat cinc Campionats d'Espanya en categories menors (2012-2017), dos Campionats de Galícia (2015-2016), un Campionat de Catalunya (2017), un campionat del món de Trial2 i un d'Europa de trial (2019), a més de dues edicions del Trial de les Nacions com a membre de l'equip estatal (2023-2024).
Marcelli viu a Catalunya des del 2016, quan s'hi va traslladar en fitxar per Montesa. Inicialment va viure a Ripoll, en una residència d'alt rendiment esportiu per a pilots de trial (tant en moto com en bicicleta) i ciclistes de muntanya. Més tard es va establir a Seva, Osona, on seguia residint a data de 2025.

## Carrera esportiva
Gabriel Marcelli va competir des del 2019 amb la Montesa de l'equip RG Trial Team, amb el qual va guanyar aquell any el campionat d'Europa i el de Trial2 i va participar al mundial de X-Trial. El 2020 va debutar al mundial de TrialGP amb el mateix equip, amb el qual va continuar fins que el 2022 va fitxar per l'equip oficial de Montesa, el Repsol-Honda Team, on té des d'aleshores per company a Toni Bou.

## Palmarès
Font:
A 1 de maig de 2025
| Any  | Motocicleta | C. del Món Outdoor | C. del Món Indoor | C. d'Espanya   |
| ---- | ----------- | ------------------ | ----------------- | -------------- |
| 2012 | Gas Gas     | -                  | -                 | 1r Juvenil 125 |
| 2013 | Gas Gas     | -                  | -                 | 1r Juvenil 125 |
| 2014 | Gas Gas     | -                  | -                 | 1r Cadet       |
| 2015 | Gas Gas     | -                  | -                 | 1r Júnior      |
| 2016 | Montesa     | -                  | -                 | 4t TR2         |
| 2017 | Montesa     | -                  | -                 | 1r TR2         |
| 2018 | Montesa     | -                  | 16è               | 9è             |
| 2019 | Montesa     | -                  | 9è                | 6è             |
| 2020 | Montesa     | 6è                 | 7è                | 4t             |
| 2021 | Montesa     | 7è                 | 4t                | 3r             |
| 2022 | Montesa     | 5è                 | 5è                | 3r             |
| 2023 | Montesa     | 3r                 | 3r                | 3r             |
| 2024 | Montesa     | 2n                 | 3r                | 2n             |
| 2025 | Montesa     |                    | 3r                |                |

Notes
1. 1 2  Campió de Galícia
2. ↑  Campió de Catalunya
3. ↑  Campió del Món de Trial2 i Campió d'Europa de trial
4. 1 2  Membre de l'equip guanyador del Trial de les Nacions